# Franca (São Paulo)
Franca és un municipi brasiler de l'estat de São Paulo, que es localitza a una latitud de 20è 32'19" sud i a una longitud de 47è 24'03" oest, estant a una altura de 1040 metres sobre el nivell del mar. La seva població és de 328.121 habitants < small>(Estimativas Ibge/2006), en una superfície de 607,3 km²;, el que dona una densitat demogràfica de 540,3 hab./km²;.
Franca és la major ciutat productora de calçats del país, amb més de 700 indústries de grans i mitjanes dedicades a aquest sector.